# Florent Ier de Frise occidentale
Florent Ier de Frise occidentale (en néerlandais : Floris I van West-Frisia), né à Flardingue entre 1010 et 1021, et mort au combat à Nederhemert (nl) le 28 juin 1061, est comte de Frise Occidentale de 1049 à 1061.
Il est le fils de Thierry III, comte en Frise, et d'Othelindis de Nordmark (qui était peut-être elle-même une petite-fille par sa mère de Vladimir Ier de la Rus' de Kiev).
Son frère Thierry IV fut tué le 13 janvier 1049 par l'armée des évêques d'Utrecht, de Liège et de Metz ; il n'avait pas d'héritier, alors son frère Florent lui succéda - après avoir dû fuir dans un premier temps.

## Biographie
Devenu comte, il conserve des relations médiocres avec les évêques, se brouille avec l'empereur au sujet d'un droit de péage près de Vlaardingen, puis entre en conflit armé avec Willem Flamens (nl), l'évêque d'Utrecht, car il tentait d'agrandir son domaine.
Le comte Florent parvient néanmoins à remporter une impressionnante victoire à Oudheusden contre les armées de l'évêque, en 1061, compensant son infériorité numérique par une utilisation intelligente du terrain.
Florent remporte une autre bataille à Nederhemert (nl), le 28 juin 1061. Il se repose ensuite avec ses troupes à l'ombre des arbres, le long de la Meuse, mais subit une contre-attaque de Herman van Malsen (nl), comte du Teisterbrabant et burgrave d'Utrecht ; Florent est tué dans la débâcle avec plusieurs centaines de ses hommes.

## Postérité
Florent fut à l'origine enterré dans la première abbaye d'Egmond. Après avoir été fouillée, sa dépouille supposée se trouve maintenant dans le nouveau mausolée de l'Abbaye d'Egmond, qui a été refondée en 1935. Cependant, des doutes très sérieux subsistent que le squelette trouvé en 1935 soit réellement celui de Florent.

## Famille

### Mariage et enfants
Il épousa vers 1050 Gertrude de Saxe, fille de Bernard II Billung, duc de Saxe et d'Eilika de Schweinfurt, et eut d'elle :
- Thierry V (ca. 1052 † 1091), comte de Hollande ;
- Florent, chanoine à Liège, mort jeune (il mourut à Liège et fut inhumé "ad caput patris sui postea defuncti") ;
- Berthe (ca. 1058 † 1094), mariée en 1072 à Philippe Ier (1053 † 1108), roi de France ;
- Adèle († 1085), mariée à Baudouin Ier, comte de Guînes ;
- Peut-être un fils prénommé Pierre, chanoine à Liège : il est cité dans plusieurs généalogies et dans les Europäische Stammtafeln, mais aucune source d'époque ne le mentionne et l'absence du prénom Pierre dans la famille des comtes de Frise rend son existence peu crédible ;
- Il est parfois mentionné comme ayant eu deux autres enfants, prénommés Albert (qui aurait aussi été chanoine à Liège) et Mathilde, mais aucun document ne peut prouver ces hypothèses.

## Galerie

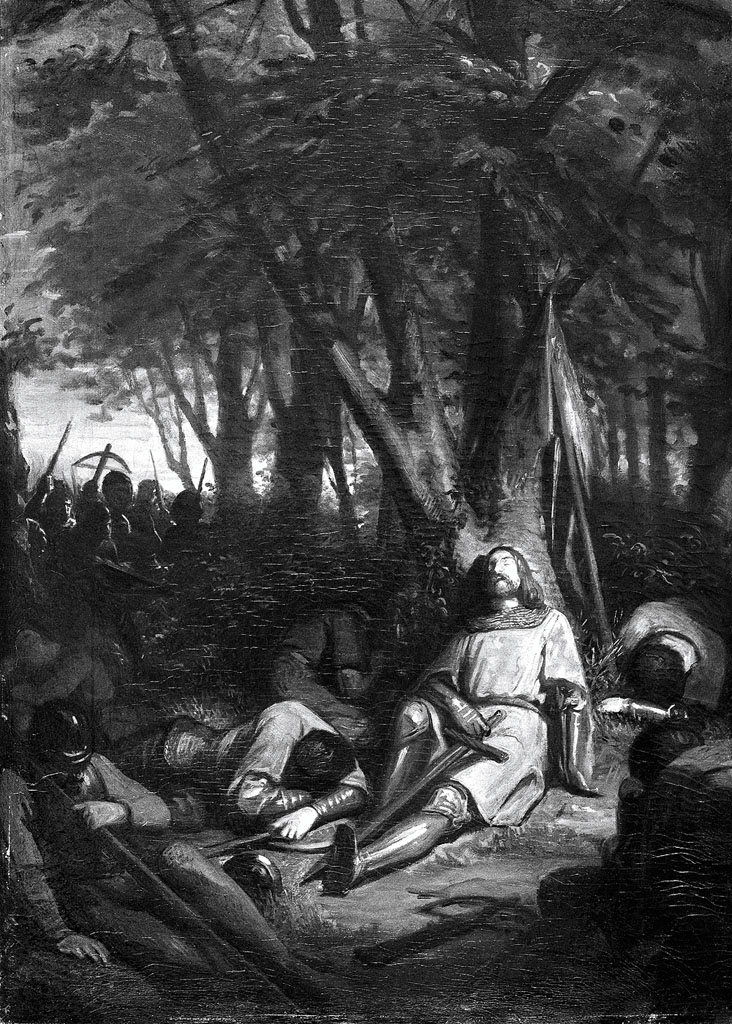
Anno 1061. Mort du Comte Florent Ier de Hollande (Jacobus van Dijck).